# Alma (Mid West)
Alma is een plaats in de regio Mid West in West-Australië. Het ligt een paar kilometer van de North West Coastal Highway, 476 kilometer ten noornoordwesten van Perth, 422 kilometer ten zuidzuidoosten van Carnarvon en 10 kilometer ten noorden van Northampton. In 2021 telde Alma 116 inwoners.

## Geschiedenis
Ten tijde van de Europese kolonisatie leefden de Nanda Aborigines in de streek.
In 1848 werd in de streek lood ontdekt en in 1854 koper. Van 1853 tot 1856 was er aan Port Gregory een gevangenendepot gevestigd. Er konden gevangenen gehuurd worden om in de mijnindustrie te werken. In 1874 werd begonnen met de aanleg van een spoorweg tussen Geraldton en Northampton. De landbouw en mijnindustrie ontwikkelden zich verder in de streek.
Een van de mijnen in de streek was de Alma-loodmijn die in 1901 eigendom was van ene Harvey. In 1904 vroegen enkele landbouwfamilies om een school te bouwen in hun nabijheid. Het jaar erop opende de Alma School. Er werd les gegeven tot 1956. Sindsdien wordt het gebouw gebruikt als een gemeenschapszaal.

## 21e eeuw
Alma maakt deel uit van het lokale bestuursgebied (LGA) Shire of Northampton. Het heeft een gemeenschapszaal.

## Transport
Alma ligt enkele kilometers van de North West Coastal Highway.